# Maila Talvio
Maria Mikkola Winter, més coneguda com a Maila Talvio   (Hartola, 17 d'octubre de 1871 - Hèlsinki, 6 de gener de 1951) va ser una escriptora finlandesa. Va estar nominada tres cops pel Premi Nobel de Literatura.
Juntament amb Minna Canth i Theodolinda Hahnsson va ser una de les primeres dones finlandeses que van poder anar a la universitat. Els seus escrits eren crítics amb el socialisme i s'insereixen en el marc del nacionalisme finlandès. Va estar posteriorment influenciada per l'obra de Lev Tolstoi, i durant la dècada dels anys 30 va participar en programes d'intercanvi cultural amb l'Alemanya nazi i la Itàlia feixista.
Va ser una de les escriptores més importants del moviment per la Temprança i va escriure en un estil entre el realisme i el subjectivisme.

## Obres destacades
- Pimeänpirtin hävitys (‘La destrucció de Pimeänpirtin', 1901)
- Elämän kasvot (‘La cara de la vida, 1916)
- Silmä yössä (‘L'ull de la nit’, 1917)
- Kurjet (‘Les grues', 1919)
- Kirkonkello (‘La campana’, 1922)